# Einara edentula
Einara edentula är en fiskart som först beskrevs av Alcock 1892.  Einara edentula ingår i släktet Einara och familjen Alepocephalidae. Inga underarter finns listade i Catalogue of Life.